# Ooh Aah... Just a Little Bit
"Ooh Aah... Just a Little Bit" ("Ooh Aah... só um pouco mais") foi a canção que representou o Reino Unido no Festival Eurovisão da Canção 1996 que teve lugar em Oslo, em 18 de maio de 1996. 
A referida canção foi interpretada em inglês pela cantora australiana Gina G. Foi a segunda canção ser interpretada na noite do evento, a seguir à canção turca "Beşinci mevsim, interpretada por Şebnem Paker e antes da canção espanhola "¡Ay, qué deseo!, interpretada por Antonio Carbonell. Terminou a competição em oitavo lugar, tendo recebido um total de 77 pontos. No ano seguinte, seria sucedida como representante do Reino Unido, por Katrina and the Waves, com a canção Love Shine a Light

## Autores
| AUTORES                      |
| ---------------------------- |
| Letrista: Simon Tauber       |
| Compositor: Steve Rodway     |
| Orquestrador: Ernie Dunstall |

## Letra
A canção é de estilo de eurodance, com a cantora pedindo ao seu amante para ficar mais um pouco com ela, porque ela teve muito tempo à espera por ele,: Gina repete várias vezes o que é referido no título da canção "Ooh ah... just a little bit"

## Vendas
A canção foi lançada como single em 25 de março de 1996 e subiu ao n.º 1 no Reino Unido em 19 de maio desse ano. 
Se bem que a canção na Eurovisão, tenha terminado em oitavo lugar, o certo é que fez sucesso na Europa. A canção também fez sucesso nos Estados Unidos da América, uma raridade para qualquer canção da Eurovisão, subindo ao #12 no Billboard Hot 100, #13 no  Rhythmic Top 40, #5 no Mainstream Top 40, #25 no Adult Top 40 e #11 no Hot Dance Music/Maxi-Singles Sales chart.
| Chart (1996)                     | Peak position |
| -------------------------------- | ------------- |
| Australian Singles Chart         | 5             |
| Belgian (Flanders) Singles Chart | 6             |
| Finnish Singles Chart            | 6             |
| New Zealand Singles Chart        | 28            |
| Norwegian Singles Chart          | 5             |
| Swedish Singles Chart            | 6             |
| UK Singles Chart                 | 1             |
| U.S. Billboard Hot 100           | 12            |

A canção foi mais tarde nomeada para os Prémios Grammy na categoria de "Melhor disco de dança" em 1998.

## Lista de faixas
Reino Unido: CD Maxi
1. Ooh Aah...Just A Little Bit (Motiv8 Radio Edit) (3:24)
2. Ooh Aah...Just A Little Bit (Motiv8 Extended Vocal Mix) (6:43)
3. Ooh Aah...Just A Little Bit (The Next Room's Rip 'Em Up Mix) (6:08)
4. Ooh Aah...Just A Little Bit (Motiv8 Vintage Honey Mix) (6:46)
5. Ooh Aah...Just A Little Bit (The Next Room's Pukka Dub Mix) (6:08)

Reino Unido: CD Maxi: Dance Mixes
1. Ooh Aah...Just A Little Bit (Eurovision Song Contest Version) (3:00)
2. Ooh Aah...Just A Little Bit (Motiv8 Vintage Honey Mix) (6:46)
3. Ooh Aah...Just A Little Bit (Jon Of The Pleased Wimmin'... Chase The Space Mix) (7:40)
4. Ooh Aah...Just A Little Bit (The Next Room's Pukka Dub Mix) (5:00)
5. Ooh Aah...Just A Little Bit (Motiv8 Extended Vocal Mix) (6:43)
6. Ooh Aah...Just A Little Bit (Jon Of The Pleased Wimmin'... Face The Bass Mix) (7:40)

Estados Unidos da América: CD Maxi
1. Ooh Ahh...Just A Little Bit (Motiv8 Radio Edit) (3:24)
2. Ooh Ahh...Just A Little Bit (Jon Of The Pleased Wimmin...Chase The Space Mix) (7:52)
3. Ooh Ahh...Just A Little Bit (The Next Room's Rip 'Em Up Mix) (6:08)
4. Ooh Ahh...Just A Little Bit (Motiv8 Vintage Honey Mix) (6:46)
5. Ooh Ahh...Just A Little Bit (Jon Of The Pleased Wimmin...Face The Base Mix) (7:52)
6. Ooh Ahh...Just A Little Bit (The Next Room's Pukka Dub Mix) (6:08)
7. Ooh Ahh...Just A Little Bit (Motiv8 Extended Vocal Mix) (6:42)

## Outras versões
- versão extensa (inglês) [3:22]
- versão longa (inglês) [6:39]
- Motiv8 vintage honey mix (inglês) [6:46]
- The Next Room's rip 'em up mix (inglês) [6:07]
- The Next Room's pukka dub mix (English) [6:07]
- Jon of the Pleased Wimmin'... chase the space mix (inglês) [7:51]
- Jon of the Pleased Wimmin'... face the base mix (inglês) [7:51]
- Soul Solution main vocal mix (inglês) [6:47]
- Soul Solution dub mix (inglês)
- Hysteric Ego vocal mix (inglês)
- Hysteric Ego dub mix (inglês)
- AVMP radio edit remix (2004) (inglês) [3:31]
- AVMP remix (2004) (inglês) [6:19]
- DJ KCB klubb mixx (2004) (inglês) [7:10]
- Europa XL radio edit remix (inglês) (English) [3:40]
- Europa XL remix (2004) (inglês) [6:22]
- versão karaoke